# Hledíkovka

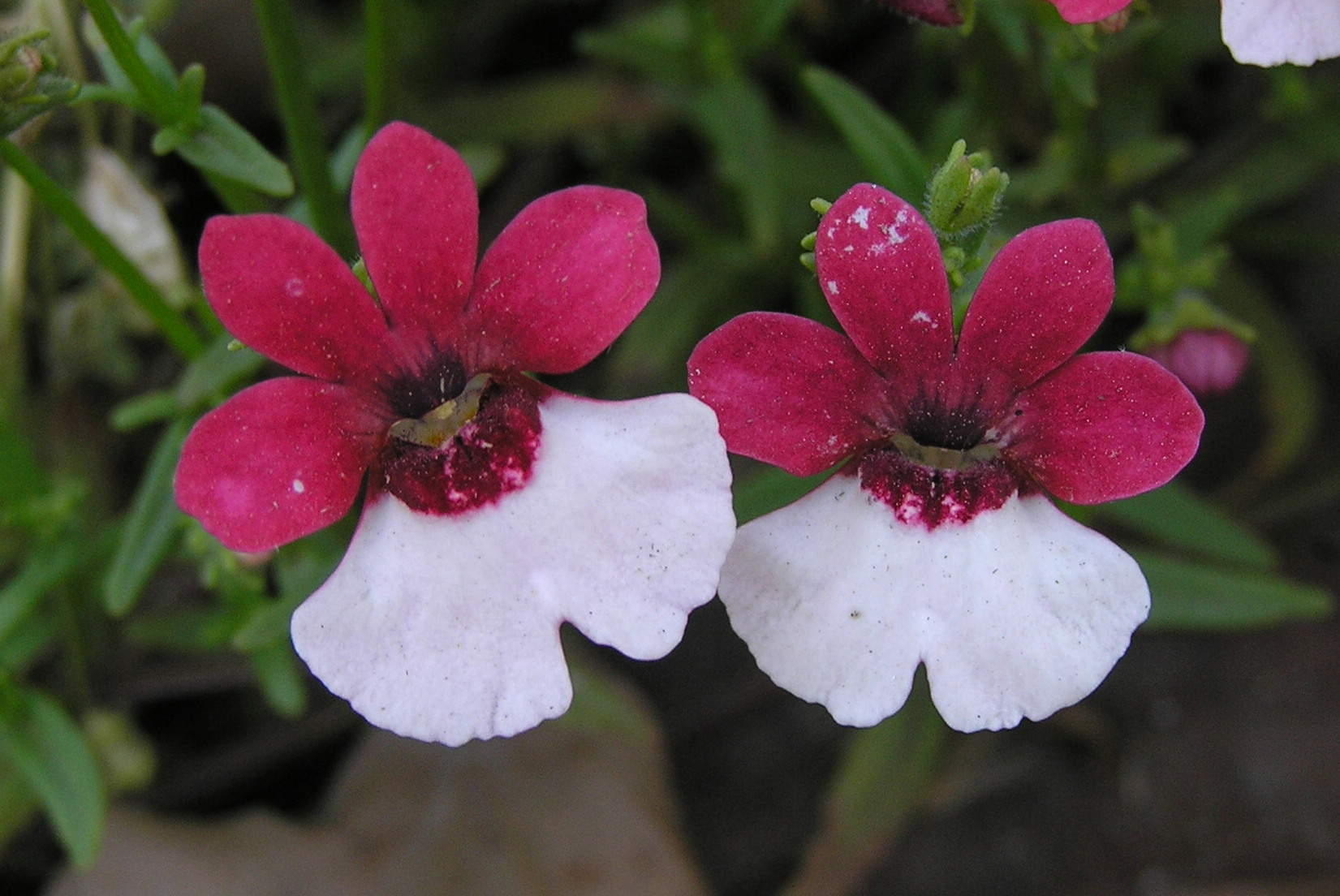
Hledíkovka zduřelá, kultivar 'Danish Flag'

Hledíkovka (Nemesia) je rod rostlin z čeledi krtičníkovité. Jsou to jednoleté či vytrvalé byliny a polokeře s jednoduchými vstřícnými listy a dvoupyskými květy. Květy jsou opylovány hmyzem, zejména včelami. Plodem je tobolka. Rod zahrnuje 69 druhů a je rozšířen výhradně v jižních oblastech Afriky. Nejvíce druhů roste v jihozápadním Kapsku.
Hledíkovky jsou pěstovány v široké škále kultivarů jako okrasné zahradní rostliny. Jiný hospodářský význam nemají.

## Popis
Hledíkovky jsou jednoleté či vytrvalé byliny až polokeře s přímými či vystoupavými, čtyřhrannými, olistěnými stonky. Rostliny jsou lysé nebo řídce chlupaté. Listy jsou jednoduché, vstřícné, kopinaté až vejčité, zašpičatělé a často se srdčitou bází, celokrajné nebo se zubatým okrajem, řapíkaté nebo přisedlé. Květy jsou dvoustranně souměrné, oboupohlavné, uspořádané buď ve vrcholových hroznech nebo jednotlivé a úžlabní. Kalich je hluboce rozčleněný na 5 kopinatých, asi stejně dlouhých laloků.
Koruna je nejčastěji bílá, narůžovělá až světle purpurová, dvoupyská. Horní pysk bývá čtyřlaločný, spodní celistvý nebo uprostřed se zářezem. Korunní trubka je krátká, vybíhající ve váček nebo ostruhu.
Tyčinky jsou 4 a nevyčnívají z květů. Semeník je eliptický, ze stran zploštělý, a obsahuje 2 komůrky s mnoha vajíčky. 
Plodem je přehrádkosečná tobolka obsahující mnoho drobných semen. Semena jsou na obvodu opatřena celistvým nebo přerušovaným blanitým křídlem.

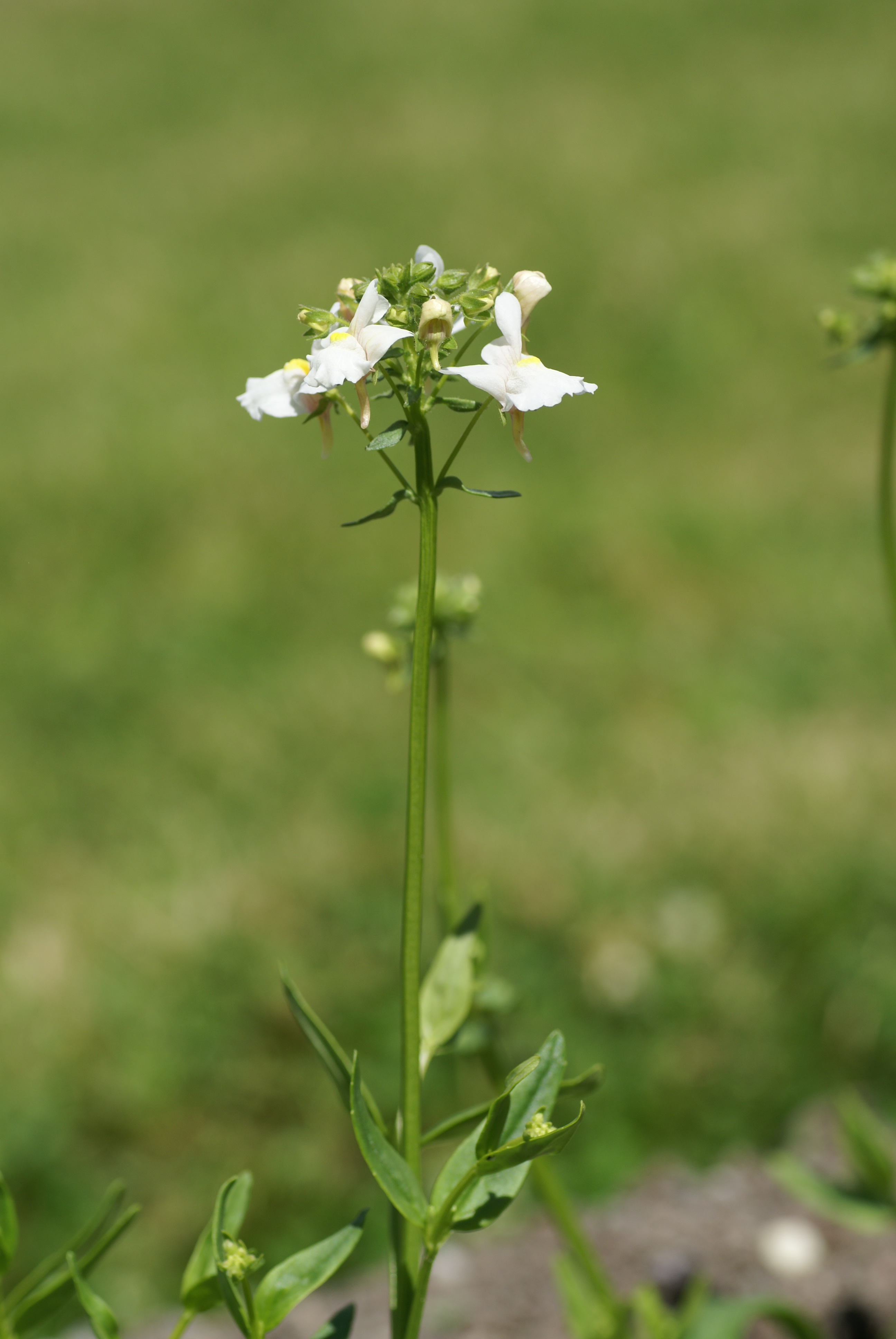
Nemesia floribunda
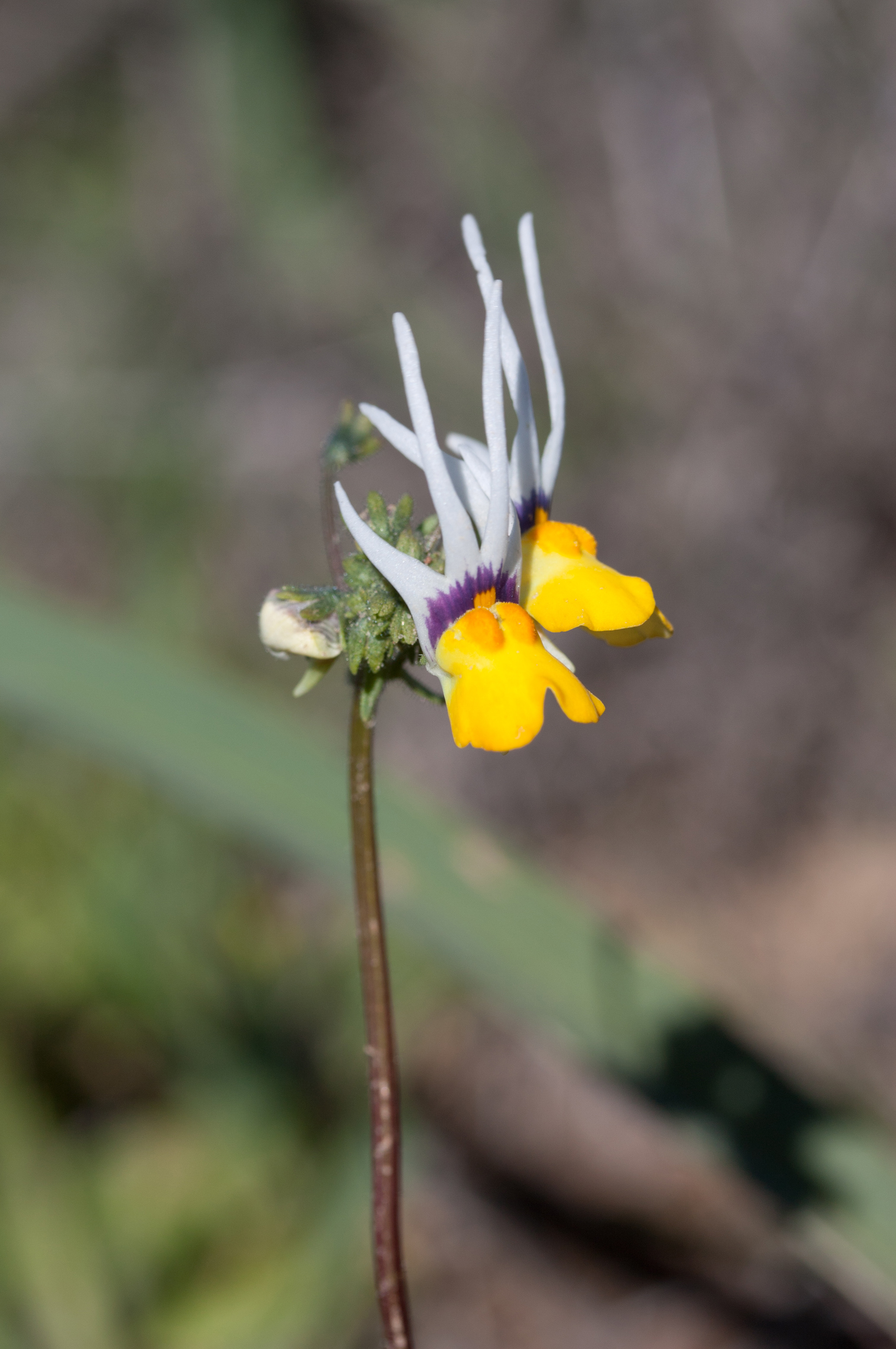
Nemesia cheiranthus
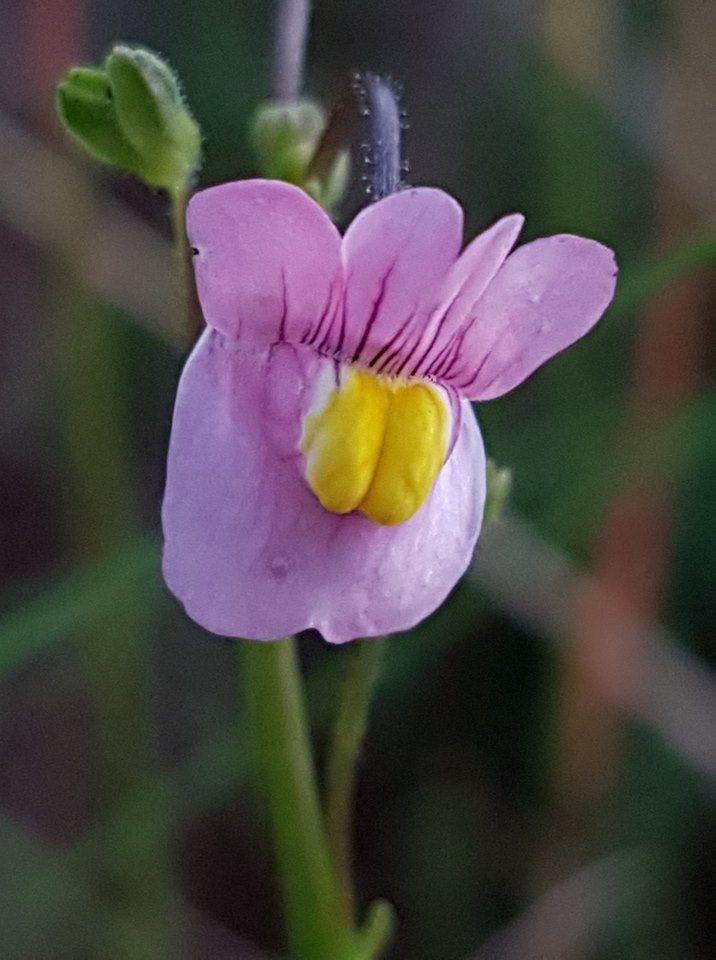
Květ Nemesia fruticans
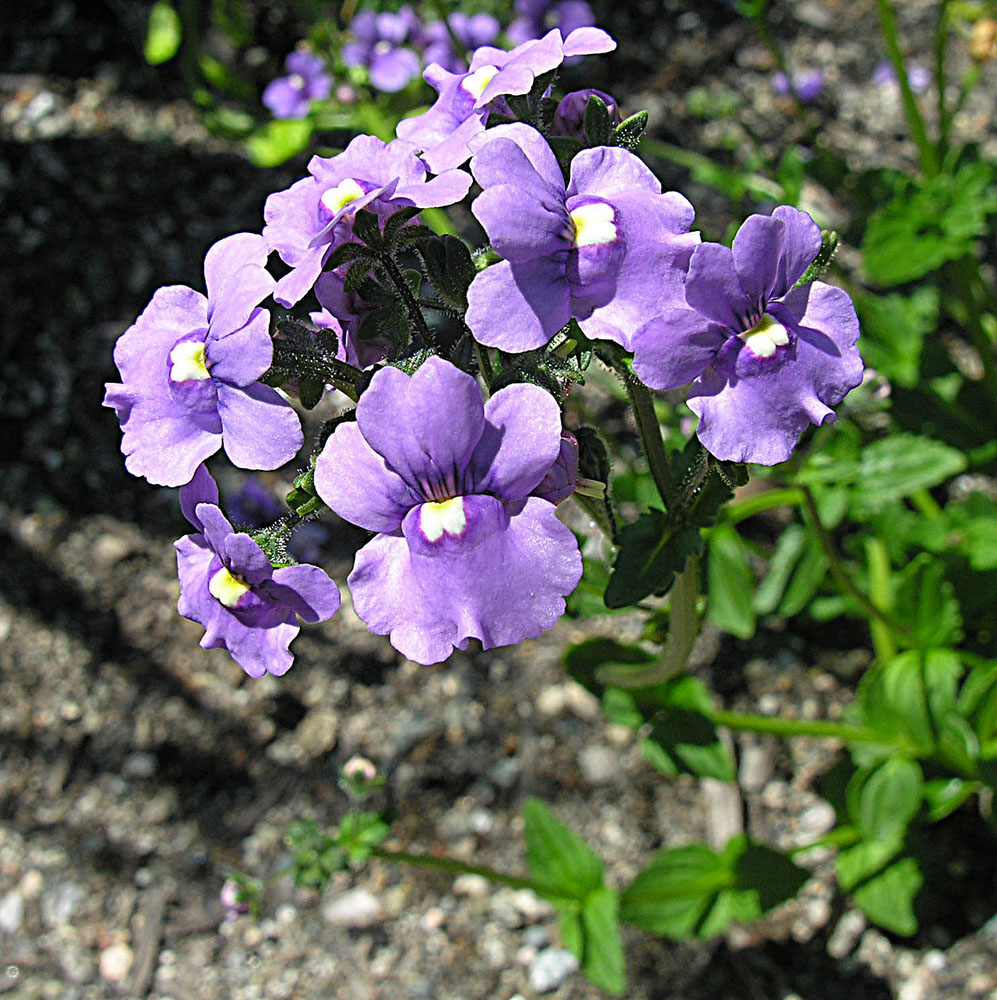
Nemesia caerulea
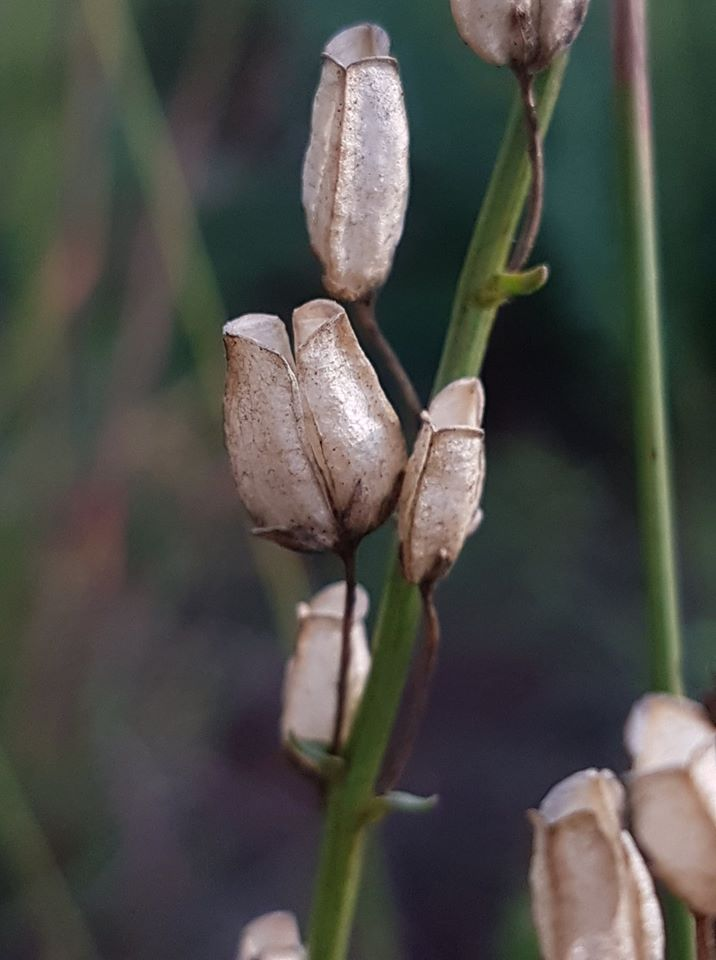
Suché plody Nemesia fruticans

## Rozšíření
Rod hledíkovka zahrnuje 69 druhů a je rozšířen výhradně v jižních oblastech Afriky. Převážná většina druhů je svým výskytem omezena na jihoafrické Kapsko. Větší počet druhů se vyskytuje i v Namibii (celkem 6) a jihoafrické provincii 
KwaZulu-Natal. Největší areál má Nemesia fruticans, rozšířená v Jihoafrické republice, Botswaně, Namibii a Zimbabwe. Z Mosambiku jsou udávány 2 druhy, z toho jeden endemický. 
Hledíkovky rostou zejména v oblastech s  mediteránním klimatem, vyznačujících se horkým suchým létem a zimními dešti. Tyto oblasti sahají v jižní Africe od jihozápadní Namibie přes Namaqualand a Západní Kapsko po Kapský poloostrov a podél jižního pobřeží na východ po Port Elizabeth.

## Ekologické interakce
Většina druhů hledíkovek je opylována robustními druhy včel.
Jednoletý druh Nemesia barbata má květy se spodním pyskem tmavě modrým a výrazně chlupatým. Opylují je samci vrubounovitých brouků z tribu Hopliini, kteří se nechají zlákat vzhledem květů, připomínajících samičku. Brouky z dané skupiny jsou zřejmě opylovány i květy hledíkovky zduřelé (N. strumosa) a příbuzných druhů.
Drobná křídlatá semena hledíkovek jsou šířena větrem. Zralé tobolky jsou otevřené pouze za sucha, zatímco při vlhkém počasí se zavírají.

## Taxonomie a prehistorie
Rod Nemesia je v rámci čeledi Scrophulariaceae řazen do tribu Hemimerideae. Nejblíže příbuznými rody jsou Alonsoa, Colpias, Diascia, Diclis a Hemimeris. Všechny tyto rody jsou s výjimkou Alonsoa striktně africké.
Podle fylogenetického datování vznikl rod Nemesia v průběhu miocénu, k radiaci a následnému vzniku současných druhů pak došlo v období pliocénu. Jednoleté druhy, kterých je v celém rodu asi 75 %, vznikly ve 3 nezávislých liniích z původně vytrvalých předků. Přechod ke krátkověkosti zřejmě souvisí s klimatickými změnami v jihozápadní Africe v pozdním miocénu, které vedly v souvislosti s úbytkem vláhy k rozvolnění lesů a vzniku savan. V průběhu pliocénu se zde pak zformovala vegetace mediteránního typu, která v oblasti přetrvala dodnes.

## Zástupci
- hledíkovka květnatá (Nemesia floribunda)
- hledíkovka různobarevná (Nemesia versicolor)
- hledíkovka zduřelá (Nemesia strumosa)[6]

## Význam

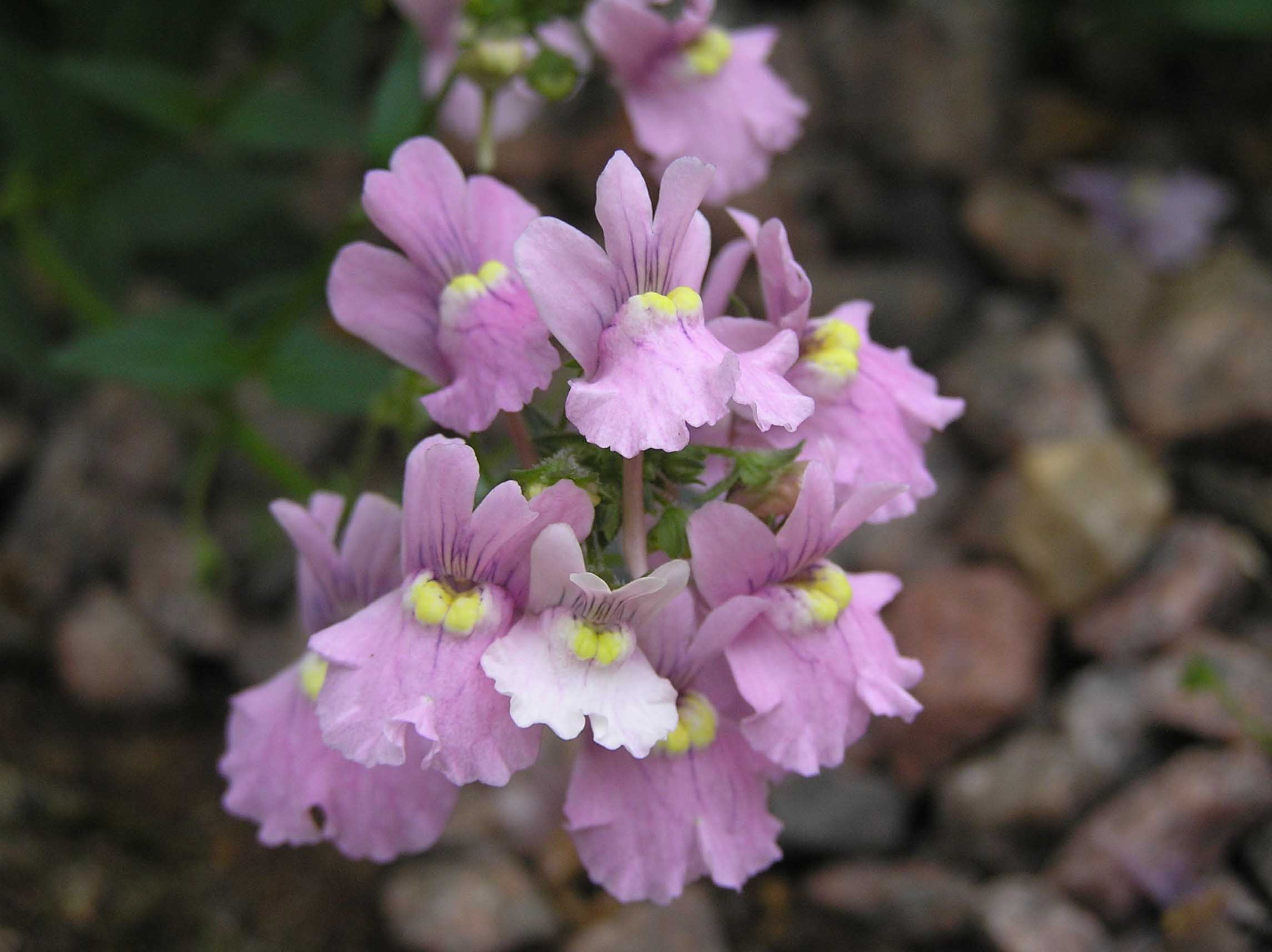
Nemesia denticulata

Hledíkovky jsou pěstovány jako okrasné letničky a trvalky. Byla vypěstována pestrá škála různých okrasných kultivarů. Z jednoletých druhů se pěstuje zejména hledíkovka zduřelá. Komerčně nabízené vytrvalé kultivary jsou vesměs kříženci, vyšlechtění z druhů Nemesia caerulea, N. pallida a N. fruticans.
Hledíkovkám vyhovuje slunné stanoviště a propustná, výživná půda. Po odkvětu je vhodné stonky seříznout, aby se nastartoval nový růst. Pro dosažení kompaktnějšího, rozvětveného vzrůstu se zaštipují mladé výhonky. Množí se v předjaří výsevem pod sklo, případně v pokročilejším jaře přímo na záhon. Jiný hospodářský význam nemají a nejsou využívány ani v domorodé medicíně.

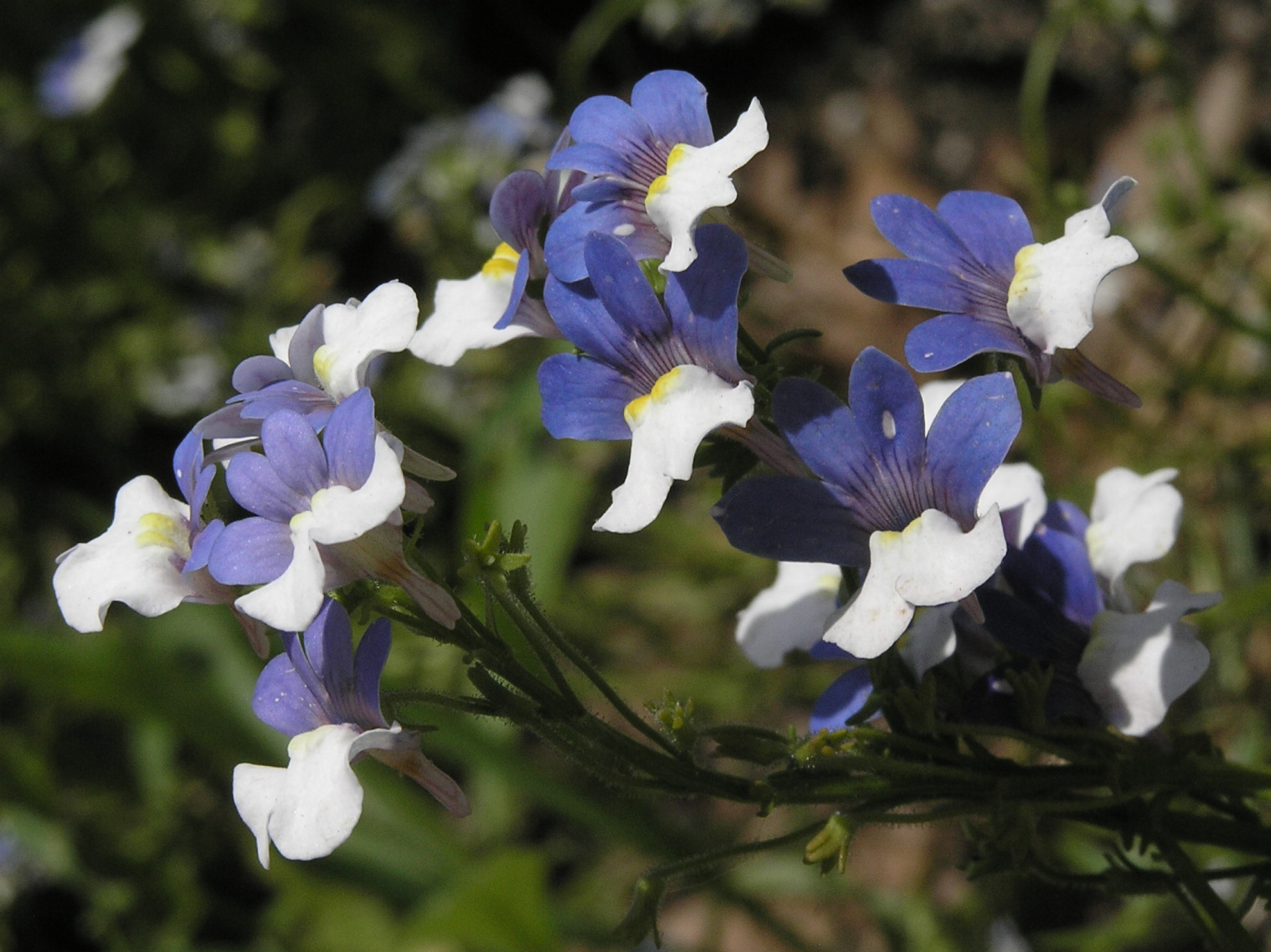
Nemesia strumosa 'KLM'
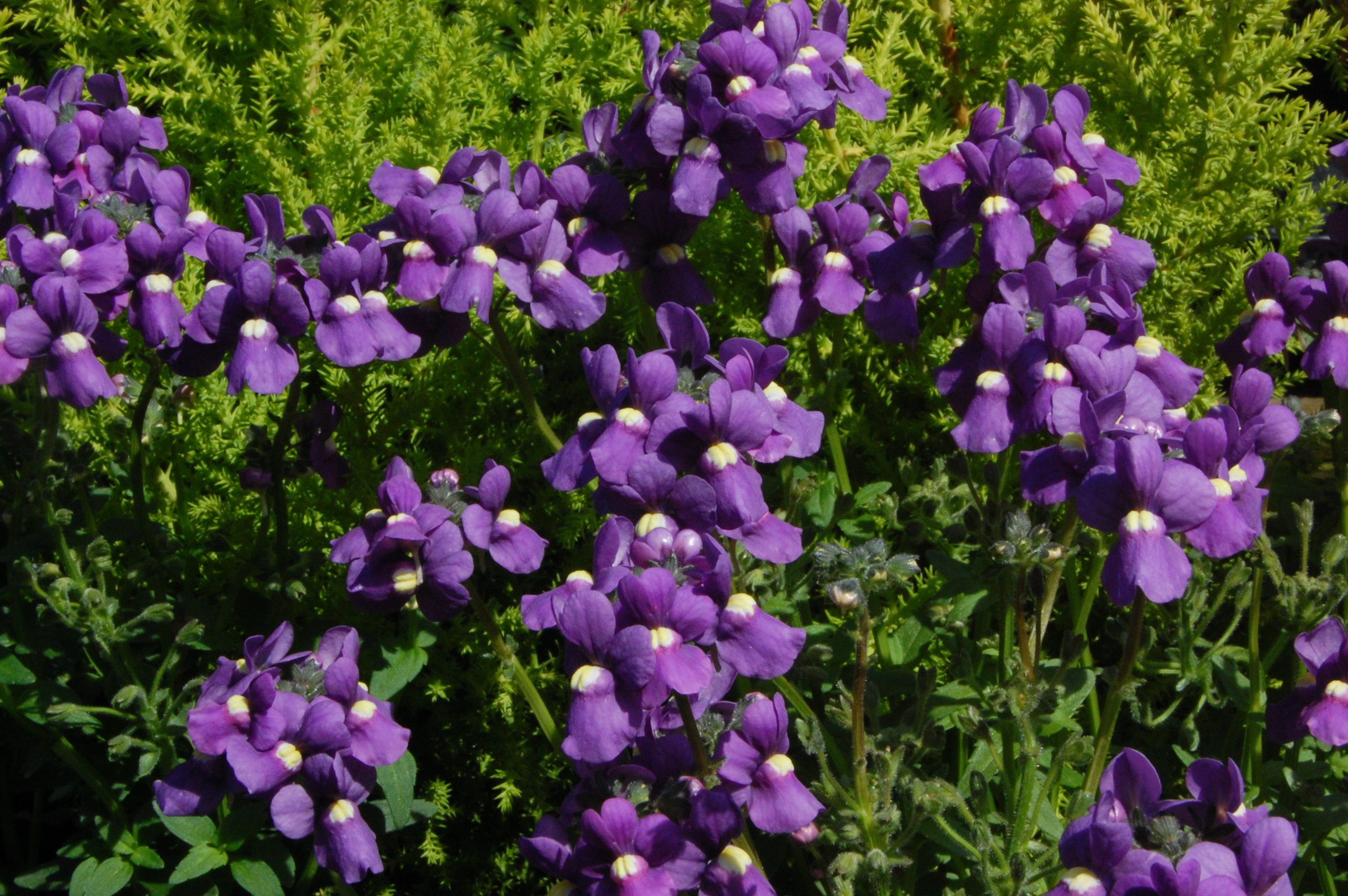
Nemesia 'Fleurie Blue'
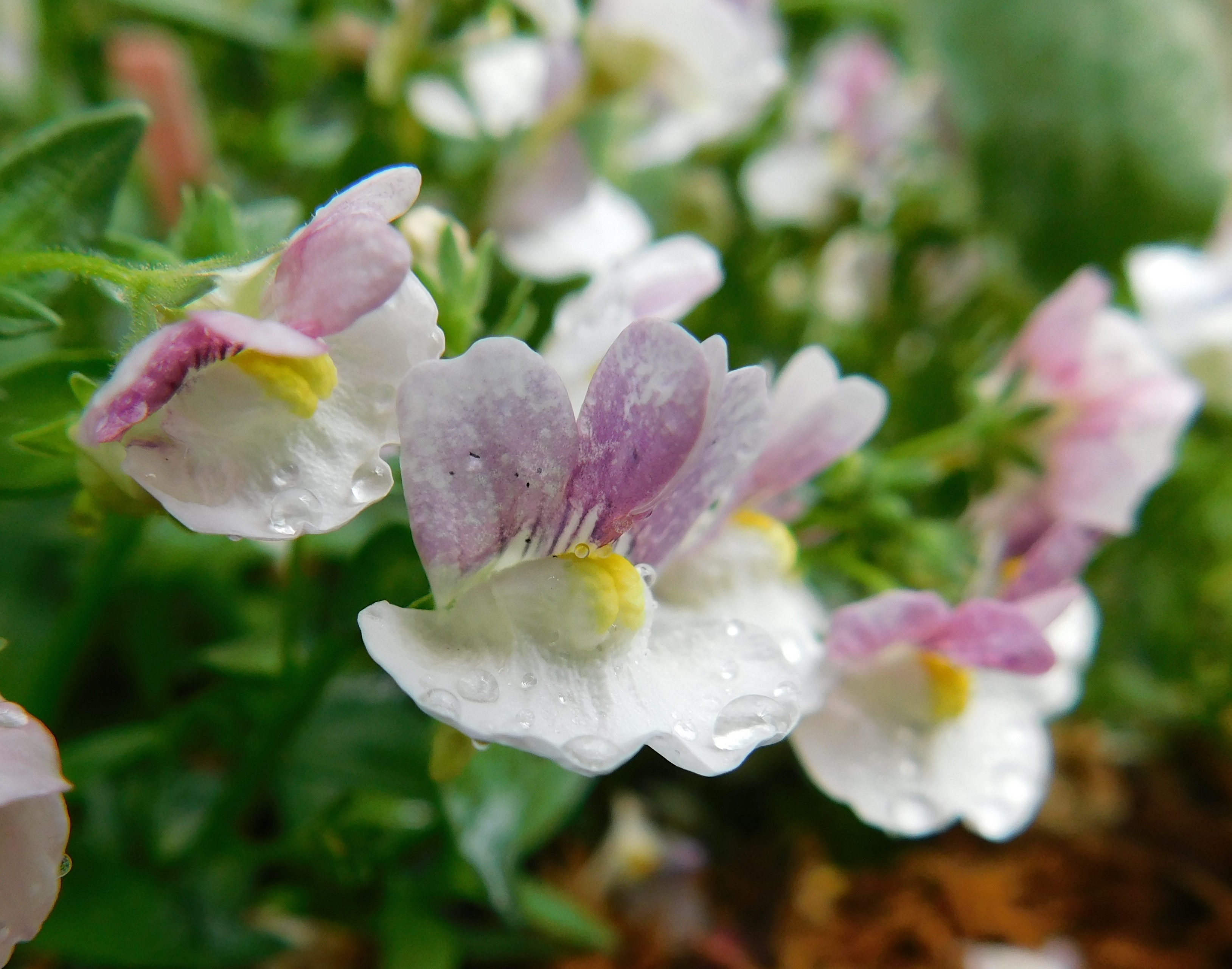
Nemesia 'Berrie White'
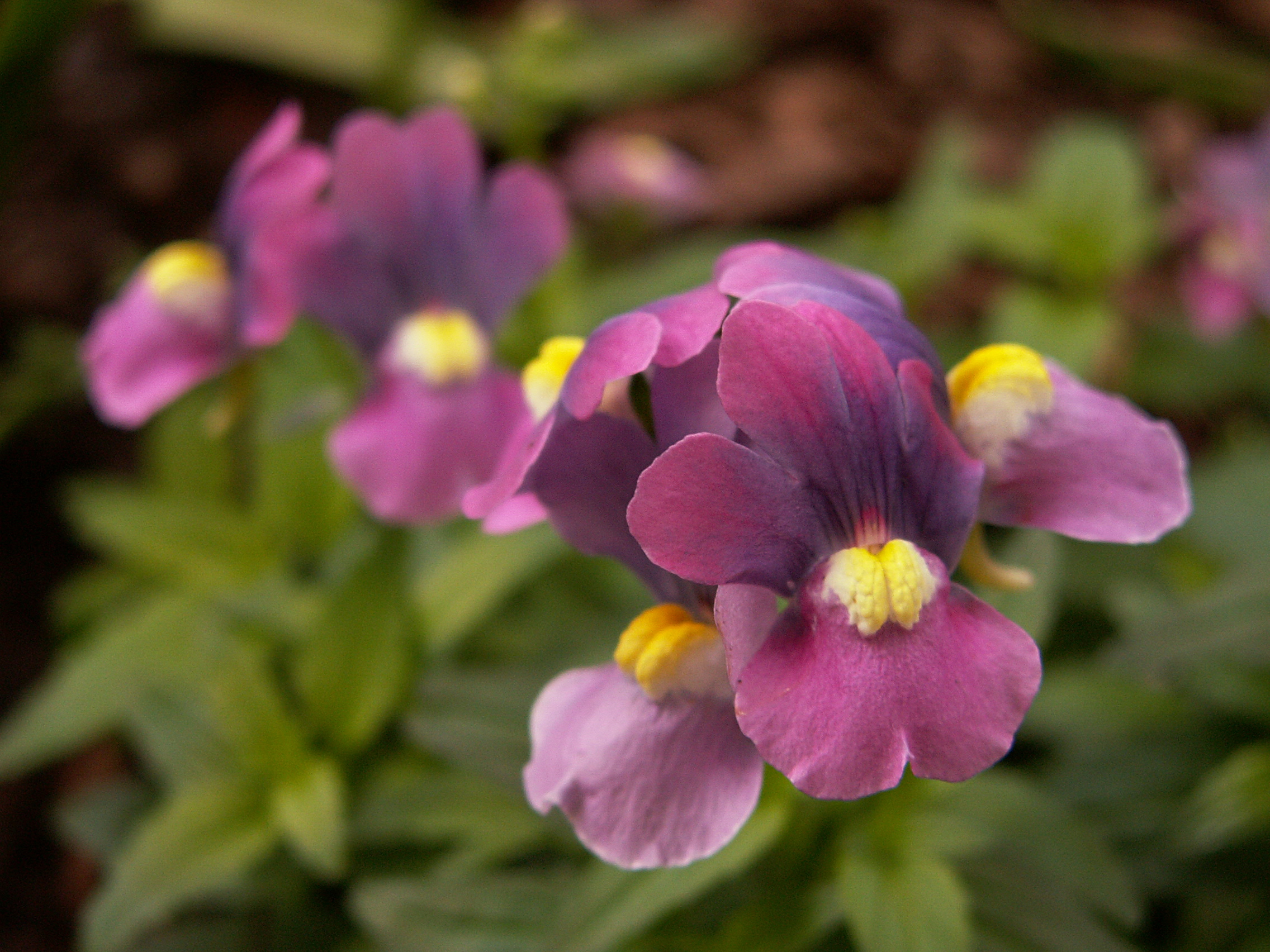
Nemesia 'Dazzle-Me-Lilac'
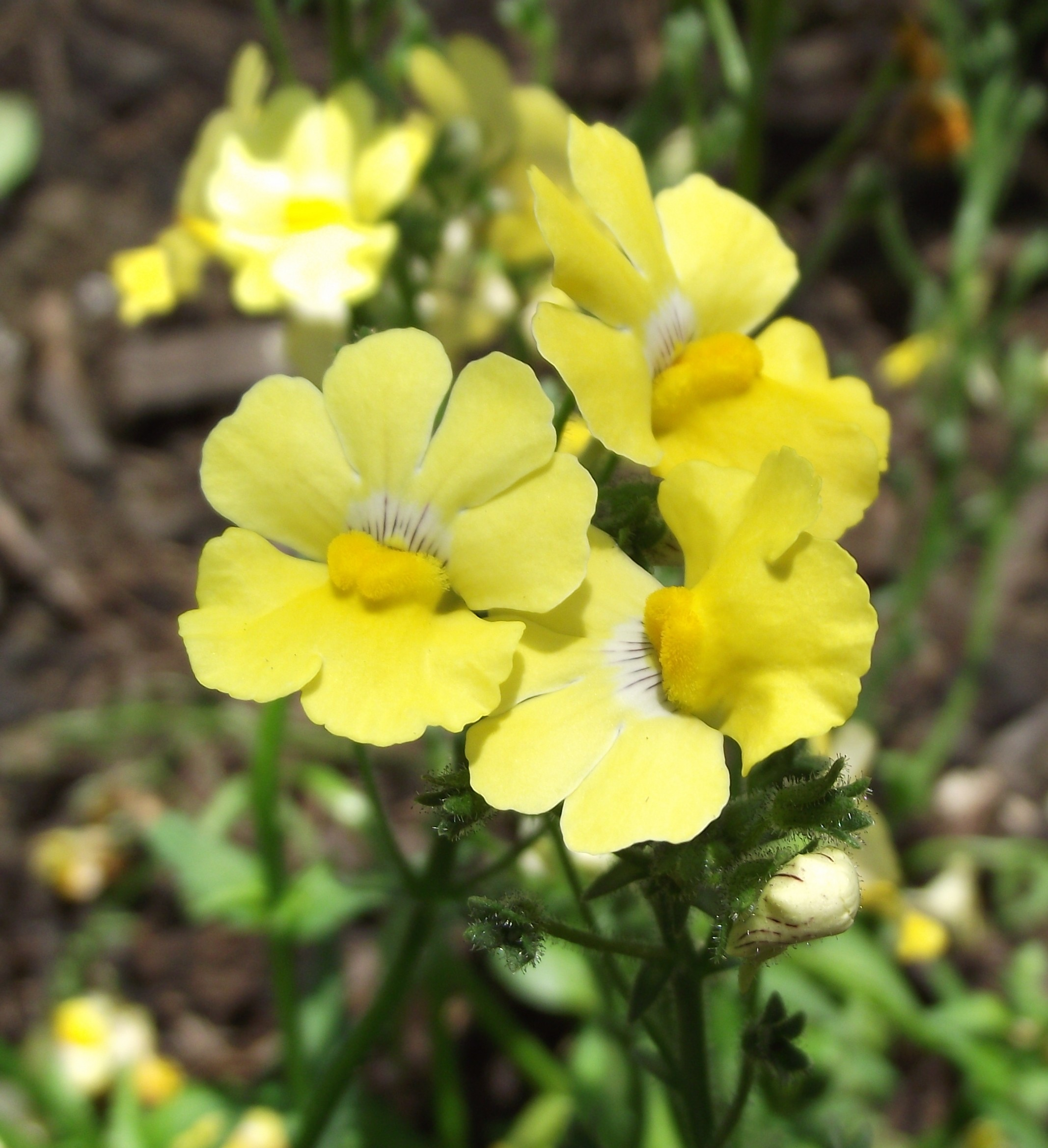
Nemesia 'Sunsatia Lemon'